# Wielen Dip
Der Wielen Dip (deutsche Übersetzung Wielen-Senke) beschreibt in der Stellarstatistik eine Unterhäufigkeit von Sternen auf der Hauptreihe mit einer absoluten visuellen Helligkeit MV zwischen ungefähr 6 und 9 mag. Der Wielen Dip ist benannt nach dem Astrophysiker Roland Wielen, der die Unterhäufigkeit zuerst bei sonnennahen Sternen beschrieben hat.
Die ursprüngliche Massenfunktion beschreibt die Verteilung der Massen von Sternen als eine Exponentialfunktion mit negativen Koeffizienten. Je geringer die Masse der Sterne, umso größer ist ihre Anzahl in einem Sternsystem wie einem Sternhaufen, einer Bewegungsgruppe oder einer Sternassoziation oder im galaktischen Feld. Diese Gesetzmäßigkeit gilt von den massereichsten Hauptreihensternen der Spektralklasse O bis zu den roten Zwergen und wird erst bei den braunen Zwergen ungültig. Zunächst in Sonnennähe und später auch in offenen Sternhaufen der Population I, ist eine gegenüber der ursprünglichen Massenverteilung zu geringe Anzahl an Hauptreihensternen mit einer absoluten visuellen Helligkeit zwischen ungefähr 6 und 9 mag gefunden worden. In diesem Bereich entspricht die Anzahl pro Helligkeitskohorte eher einem Plateau anstatt dem erwarteten kontinuierlichen Anstieg.
Der Wielen Dip ist wahrscheinlich real und wird nicht durch Auswahleffekte hervorgerufen. Er tritt bereits bei jungen Sternhaufen mit einem Alter von 50 Millionen Jahren auf und scheint bei vielen offenen Sternhaufen wie den Hyaden im Kern ausgeprägter vorhanden zu sein als in den Randbereichen. Der Wielen Dip wird mit einer Zunahme der Opazität durch das negative Wasserstoffion in der Photosphäre der Sterne mit ungefähr einer halben Sonnenmasse in Verbindung gebracht.